# Parasphenella
Parasphenella är ett släkte av insekter. Parasphenella ingår i familjen Pyrgomorphidae.
Kladogram enligt Catalogue of Life:
| Parasphenella | \| \| Parasphenella carinata \| \| \| \| \| \| Parasphenella dubia \| \| \| \| \| \| Parasphenella forchhammeri \| \| \| \| \| \| Parasphenella meridionalis \| \| \| \| |
|               | \| \| Parasphenella carinata \| \| \| \| \| \| Parasphenella dubia \| \| \| \| \| \| Parasphenella forchhammeri \| \| \| \| \| \| Parasphenella meridionalis \| \| \| \| |
|               | Parasphenella carinata |
|               | |
|               | Parasphenella dubia |
|               | |
|               | Parasphenella forchhammeri |
|               | |
|               | Parasphenella meridionalis |
|               | |